# Глухова (Иркутская область)
Глу́хова — упразднённая деревня в Усть-Кутском районе Иркутской области, Россия. Входила в состав Верхнемарковского сельского поселения. Упразднена в 2015 г.

## География
Расположена на правом берегу Лены в 100 км северо-восточнее Усть-Кута и в 590 км северо-северо-восточнее Иркутска (по воздуху).

## Население
| 2002 | 2010 | 2011 | 2012 |
| ---- | ---- | ---- | ---- |
| 21   | ↘0   | →0   | →0   |